# Nagyberény
Nagyberény is een plaats (község) en gemeente in het Hongaarse comitaat Somogy. Nagyberény telt 1467 inwoners (2001).

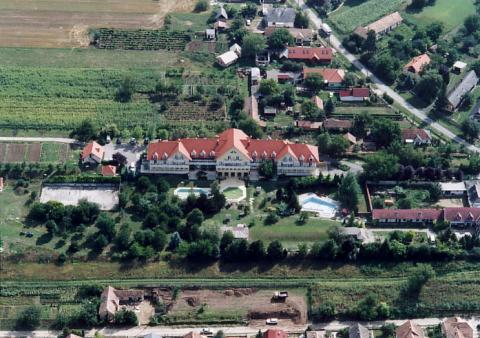
Nagyberény (luchtfoto)
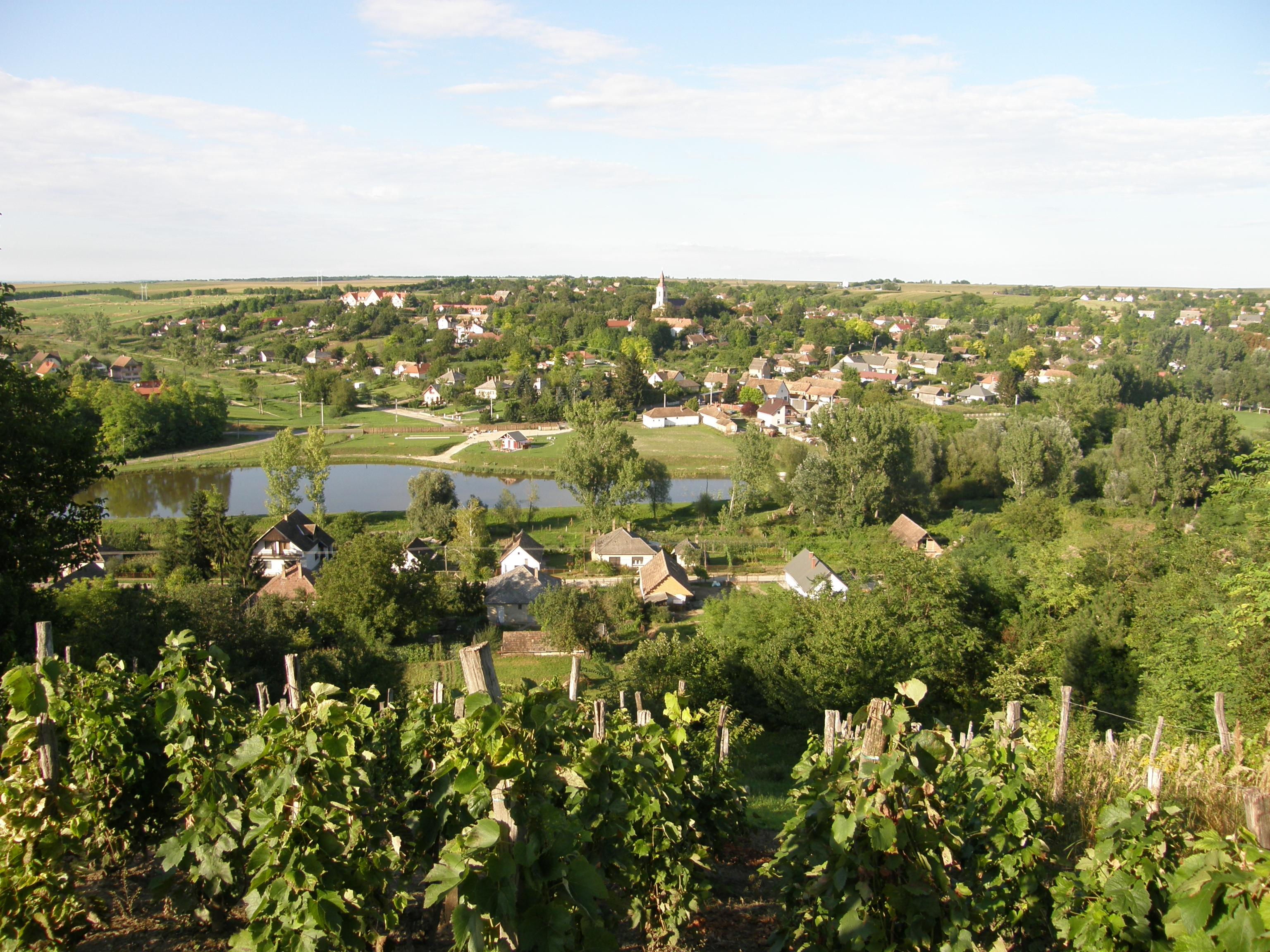
Nagyberény